# Anjelina Lohalith
Anjelina Nadai Lohalith (sinh năm 1993, có nguồn ghi vào ngày 1 tháng 1) là một vận động viên điền kinh gốc Nam Sudan, nhưng hiện đang sống và đào tạo tại Kenya. Cô đã thi đấu cho Đội tuyển Olympic Người tị nạn tại Thế vận hội Mùa hè 2016 tại Thế vận hội Mùa hè 2016.

## Tiểu sử
Lohalith sinh ở Nam Sudan. Cô và gia đình đã từng ngủ trong bụi cây để tránh bị phát hiện trong các cuộc đột kích. Vào năm 2001, khi Lohalith lên tám tuổi, cô phải rời khỏi nhà khi đất nước cô bị kìm kẹp bởi nội chiến và bạo lực gần ngôi làng của cô với những quả mìn được tìm thấy gần nhà. Cô phải rời xa cha mẹ vì cha mẹ cô đã gửi cô đến Kenya để đảm bảo an toàn. Cô đến miền bắc Kenya năm 2002, định cư tại trại Kakuma. Trại tị nạn Kakuma là một trong những trại tị nạn lớn nhất thế giới với hơn 179.000 người. Trong khi học tiểu học trong trại, cô ấy đã tham gia chạy.

## Sự nghiệp
Mặc dù đã giành chiến thắng trong các cuộc thi ở nhiều trường khác nhau, nhưng chỉ khi các huấn luyện viên chuyên nghiệp đến Kakuma để tổ chức các cuộc thử nghiệm tuyển chọn cho một trại huấn luyện đặc biệt, cô mới phát hiện ra khả năng của mình. Lohalith đã được chọn để đào tạo bởi vận động viên chạy marathon vô địch Olympic Tegla Loroupe tại cơ sở thể thao của cô ở Nairobi. Tại đây, cô cùng bốn vận động viên khác đến từ Nam Sudan sẽ tham gia vào Đội tuyển Olympic Người tị nạn tại Rio 2016, người đã được Ủy ban Olympic quốc tế (IOC) chọn để thi đấu cho Đội tuyển Olympic Người tị nạn tại Thế vận hội Mùa hè 2016 nội dung nữ 1500 m ở Thế vận hội mùa hè 2016 tại Rio de Janeiro, Brazil. Lohalith đã xếp thứ 40 trong số 41 vận động viên vào Vòng 1 với thời gian 4:47.38. Cô không thể bước tiếp vào vòng trong
Lohalith hy vọng rằng thông qua thành công trong điền kinh của mình, cô sẽ có thể giúp đỡ cha mẹ mình, người mà cô chưa từng gặp lại từ khi lên 8 tuổi.

## Cuộc thi
| Năm                           | Giải đấu                      | Địa điểm                      | Thứ hạng                      | Nội dung                      | Chú thích                     |
| Representing Refugee Athletes | Representing Refugee Athletes | Representing Refugee Athletes | Representing Refugee Athletes | Representing Refugee Athletes | Representing Refugee Athletes |
| ----------------------------- | ----------------------------- | ----------------------------- | ----------------------------- | ----------------------------- | ----------------------------- |
| 2016                          | Olympic Games                 | Rio de Janeiro, Brazil        | 40th (h)                      | 1500 m                        | 4:47.38                       |
| 2017                          | World Championships           | London, United Kingdom        | 43rd (h)                      | 1500 m                        | 4:33.54                       |